# Lunar Orbiter-4
Lunar Orbiter-4 (magyarul: Hold körül keringő) mesterséges hold, a Lunar Orbiter-program negyedik egysége. A NASA és a Boeing tervezte és építette.

## Küldetés
1967. május 4-én indították útjára. Fő feladata a Hold felszínének kis területeken történő részletes vizsgálata. Elősegítve a Surveyor-programmal az Apollo-program lehetséges leszállóterületeinek meghatározását. Programját befejezve becsapódott a Hold felszínébe.

## Jellemzői
Alakja 1,52 méter átmérőjű hengerhez hasonlít. Több mérőműszerrel is felszerelték: sugárzás intenzitás mérő, mikro-meteorit számláló. Az energiát napelemtáblák biztosították. Két kamerából álló fényképező egységet, filmkidolgozó és képtovábbító berendezést, vezérlő automatikákat, helyzetstabilizáló egységet, akkumulátorokat, rádióadót és rakétahajtóművet tartalmaz. A telemetrikus rendszer hibája miatt néhány képet nem tudtak lehívni. 123 széles látószögű és 137 telefotót készített.